# Acadie (Nouvelle-France)
Cet article concerne l'ancienne colonie française. Pour la région contemporaine, voir Acadie. Pour les autres significations, voir Acadie (homonymie).
1604–1621
1632–1654
1667–1713
Entités précédentes :
- Confédération Wabanaki
- Colonie de la Nouvelle-Écosse (1632)
- Colonie de la Nouvelle-Écosse (1667)

Entités suivantes :
- Colonie de la Nouvelle-Écosse
- Colonie de l'Île Saint-Jean (1713-1763)
- Colonie de l'Île Royale (1713-1763)

L'Acadie (aussi appelée Acadie historique ou Acadie française) est l'une des colonies de la vice-royauté de la Nouvelle-France (1534–1763, Amérique du Nord). Elle administrait : 
- l'Acadie péninsulaire (actuelle péninsule de Nouvelle-Écosse) jusqu'en 1713 ;
- l'Acadie continentale (actuel Nouveau-Brunswick) jusqu'en 1713, mais disputée entre Français et Britanniques jusqu'en 1763 ;
- et les îles adjacentes jusqu'en 1763 : l'île Royale (actuelle Île du Cap-Breton, en Nouvelle-Écosse), l'île Sainte-Croix (aujourd'hui située aux États-Unis), ainsi que les Îles de la Madeleine (aujourd'hui au Québec).

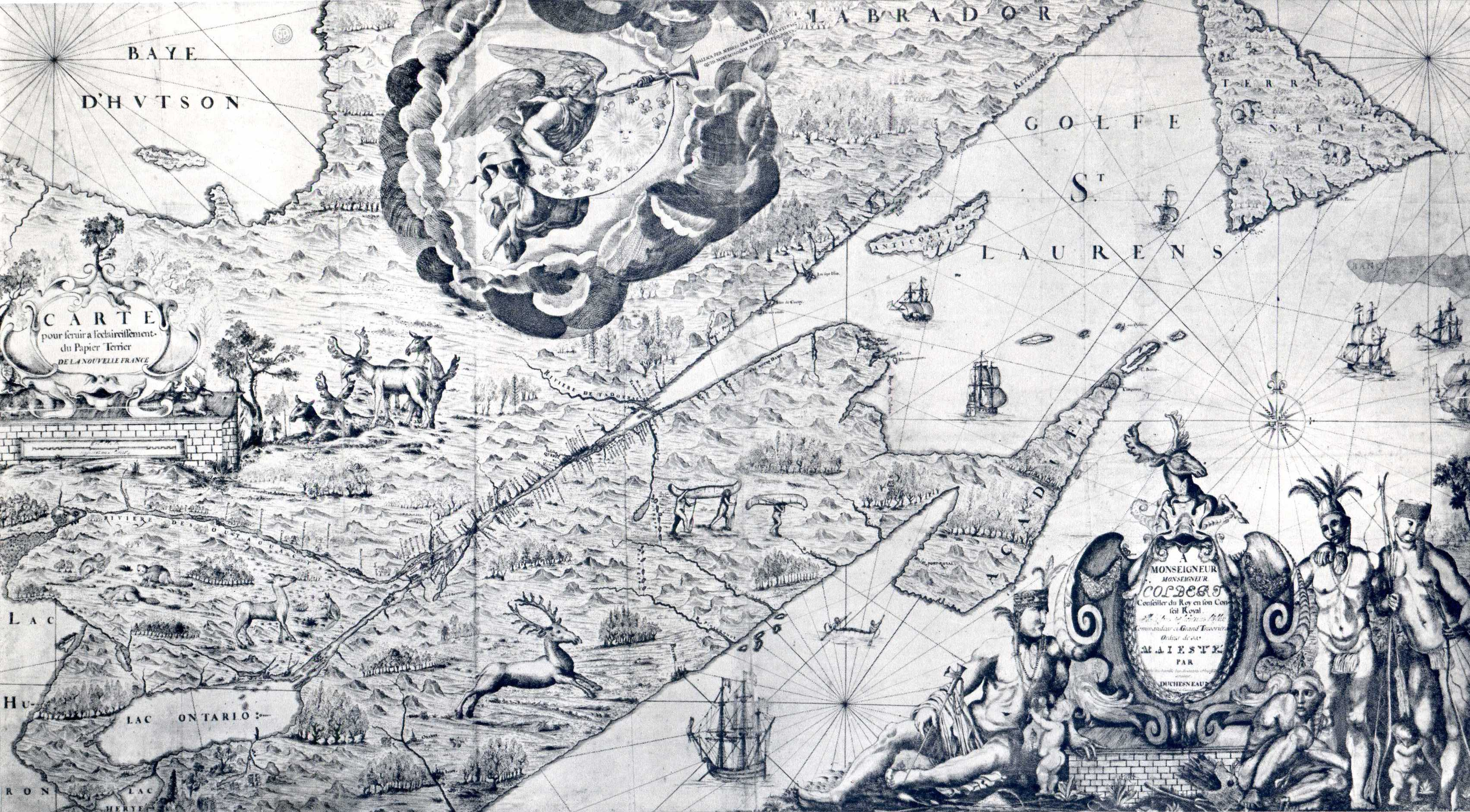
Carte de la Nouvelle-France dédiée au Conseiller du Roi Jean-Baptiste Colbert avec indication de l'Acadie (XVIIe siècle).

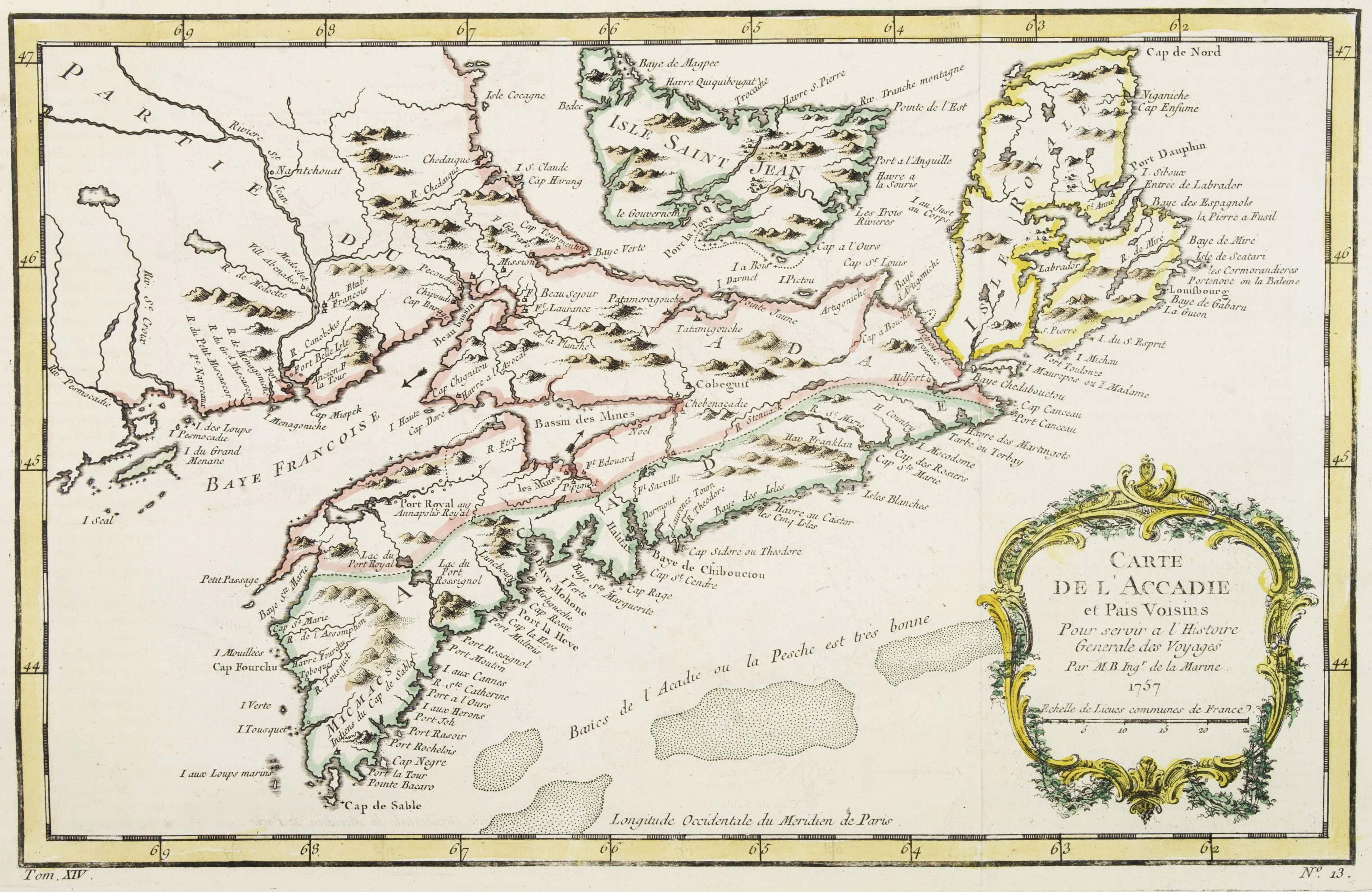
Carte de l'Acadie de 1757.

## Origine du nom

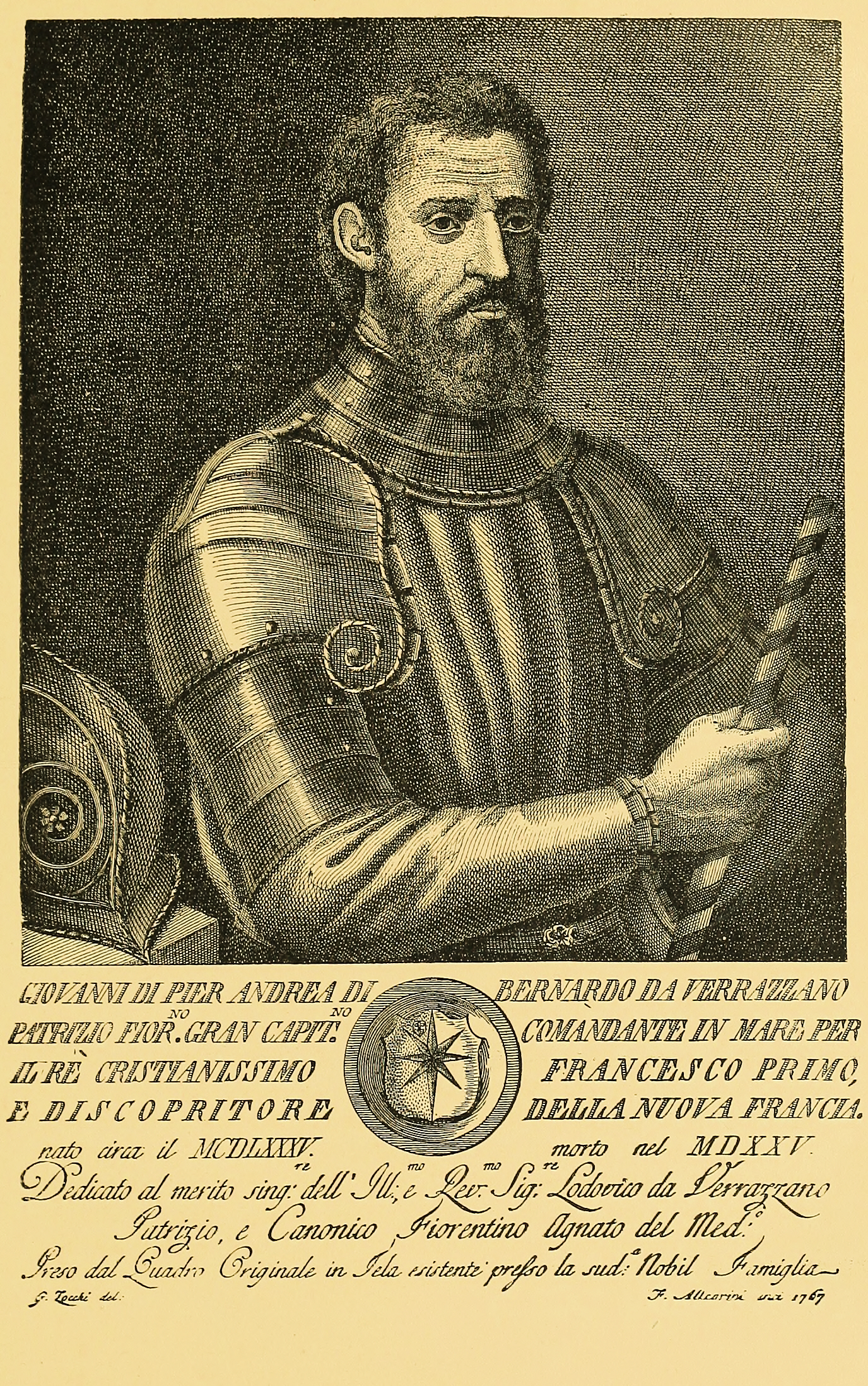
Giovanni da Verrazano.

Le nom « Acadie » aurait été utilisé pour la première fois sous la forme « Arcadie » en 1524 par l'explorateur italien Giovanni da Verrazano, au service du roi de France François Ier. Il désignait la péninsule de Delmarva, près de Washington, aux États-Unis, dont la végétation abondante rappelait à l'explorateur cette région grecque représentant un lieu idyllique pour les poètes. Au XVIIe siècle, ce nom a été appliqué à une région correspondant à peu près aux actuelles provinces maritimes du Canada. La lettre « r » aurait disparu à la suite des relations grandissantes avec les Micmacs, passant donc d'« Arcadie » à « Cadie » puis finalement à l'actuelle « Acadie ». Certains historiens doutent que le choix de Verazanno ait un lien avec l'usage actuel. En effet, le nom Acadie pourrait venir du micmac -akadie, qui veut dire « terre fertile » et se retrouve dans les toponymes Shunacadie et Shubenacadie, ou moins probablement d'algatig, un mot de la même langue signifiant « lieu de campement » ou encore de quoddy, un mot malécite-passamaquoddy voulant dire « endroit fertile ».

## Histoire

### Acadie française

#### Origines
Le territoire de l'Acadie fut exploré vers l'an mil par les Vikings. Dès le XIIIe siècle, des pêcheurs basques, bretons et normands ainsi que des marchands de fourrures fréquentent les côtes.
Lorsque Samuel de Champlain explora la région, il identifia deux peuples, les Souriquois, correspondant aux actuels Micmacs et vivant à l'est du fleuve Saint-Jean ainsi que les Etchemins, vivant à l'ouest. Leur mode de vie est basé sur la chasse, la pêche et la cueillette. Les Malécites, les Abénaquis et les Passamaquodys occupèrent plus tard le territoire des Etchemins et leurs peuples résultaient des regroupements ethniques appliqués par la Nouvelle-France et la Nouvelle-Angleterre. Selon les régions, certains groupes sont presque sédentaires alors que d'autres migrent de façon saisonnière.
La France, alors aux prises avec les guerres de religion, s'intéresse tardivement à la colonisation des Amériques. Jacques Cartier explore la baie des Chaleurs en 1534 et y rencontre les Micmacs. En raison des problèmes causés par la traite des fourrures, le roi Henri IV accorde des monopoles de traite à des groupes de marchands à partir de 1588, dans le but de financer la colonisation. À la même époque, des écrivains font miroiter une vision idyllique de l'Amérique. Le marchand protestant Pierre Dugua de Mons obtient un monopole de dix ans sous conditions d'établir plusieurs colons.

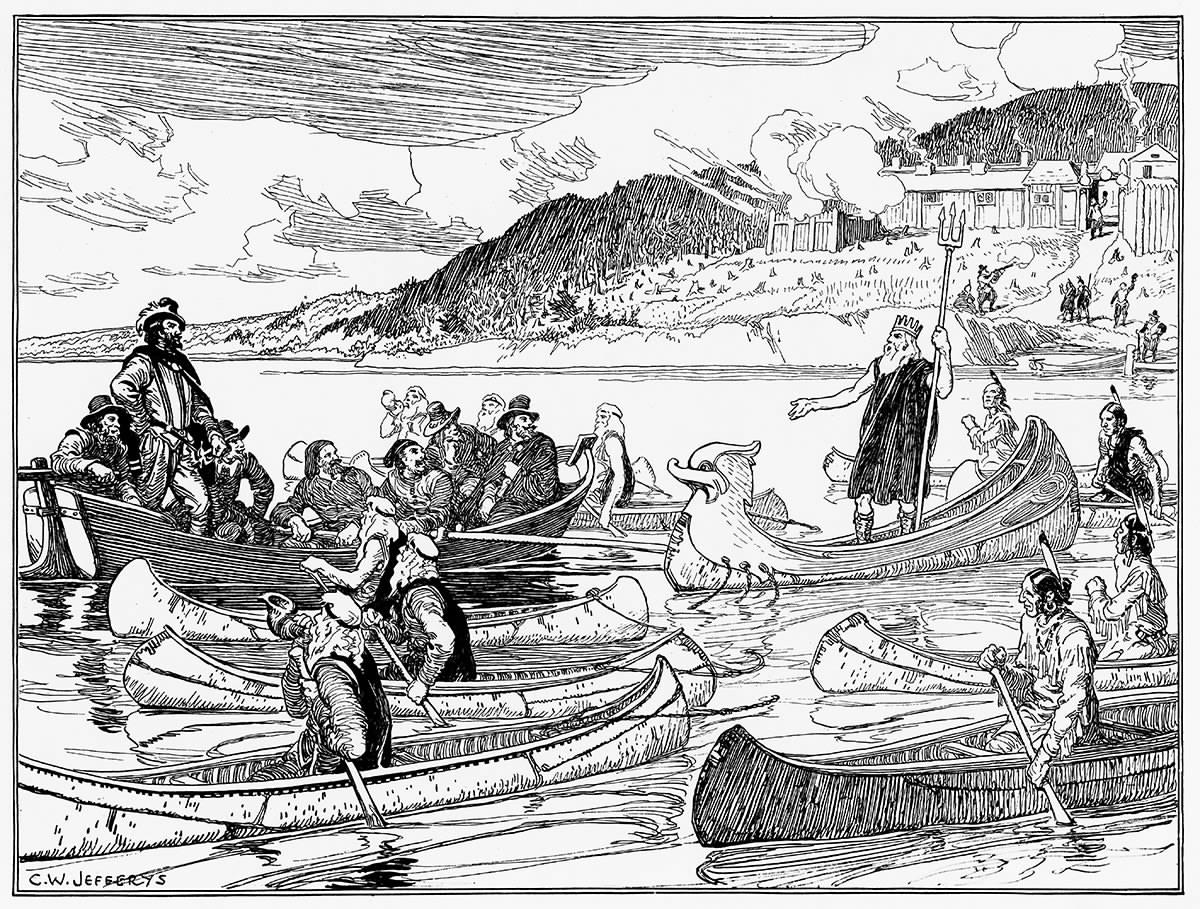
Présentation du Théâtre de Neptune dans le bassin d'Annapolis face à l'habitation de Port-Royal. Dessin de Charles William Jefferys.

#### Premiers établissements et monopoles (1604-1670)
En 1604, De Mons part en expédition, accompagné d'environ 80 personnes dont Samuel de Champlain et Jean de Poutrincourt. De Mons choisit de s'établir à la baie Française (baie de Fundy), parce que la vallée du fleuve Saint-Laurent n'a pas permis de trouver un passage vers l'Asie. La colonie est fondée à l'île Sainte-Croix, aujourd'hui située au Maine mais 36 personnes meurent du scorbut durant le premier hiver. La colonie est déplacée l'année suivante à Port-Royal au bord de la baie de Fundy, dans l'actuelle Nouvelle-Écosse. Le troisième hiver est plus agréable car l'avocat Marc Lescarbot, arrivé en 1606, présente Le Théâtre de Neptune, la première pièce produite en Amérique du Nord, alors que Champlain crée l'Ordre du Bon-Temps. Champlain explore aussi minutieusement toute la côte jusqu'au cap Cod. La colonie coûte cher à entretenir et il est presque impossible d'empêcher la contrebande d'autres marchands. Le monopole commercial de De Mons est révoqué avant échéance en 1607 et il ramène tous les colons en France.
Poutrincourt obtient une concession et revient s'établir à Port-Royal en 1610, accompagné de quelques personnes dont Claude et Charles de Saint-Étienne de la Tour. Le commerce de fourrures ne parvient pas à financer les coûts de la colonie et Poutrincourt demande l'aide financière des jésuites. Il leur demande aussi d'envoyer deux des leurs pour seconder le prêtre Jessé Fleché mais à leur arrivée ils accusent ce dernier d'avoir baptisé les Micmacs sans leur avoir donné l'instruction religieuse nécessaire. L'affaire prend une telle proportion qu'elle est présentée à la cour et à la Sorbonne tandis qu'elle divise la colonie en deux camps. Les jésuites fondent en 1613 une colonie rivale à Saint-Sauveur, sur l'île des Monts Déserts dans le Maine actuel. La même année, un assaut mené par l'Anglais Samuel Argall de Virginie détruit les deux colonies et en chasse les habitants français mais certains, dont Charles de Biencourt, le fils de Poutrincourt, décident de rester sur place. La période qui s'ensuit n'est pas bien connue mais l'on sait que les Français habitent parmi les indigènes et font venir annuellement une cargaison de vivres de La Rochelle tandis que leur isolement jette les bases de l'identité acadienne. Claude de la Tour continue le commerce de fourrures après la mort de Biencourt en 1623.

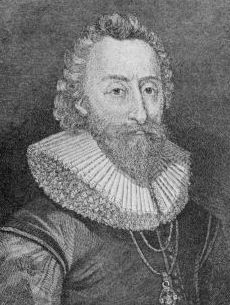
William Alexander.

En 1621, le gouvernement anglais change le nom de la colonie en Nouvelle-Écosse mais ne s'intéresse réellement à sa colonie qu'à partir de 1629 lorsqu'il fait venir les colons écossais de William Alexander. Claude de la Tour est alors fait baronnet et reçoit une grande terre. La France s'intéresse à nouveau à l'Acadie à la même époque. C'est ainsi que le gouvernement abandonne les compagnies privées et que Richelieu fonde la Compagnie des Cent-Associés en 1627, à laquelle l'État participe et dont l'un des objectifs est de faire venir un grand nombre de colons. En 1631, Charles de la Tour est nommé lieutenant général de l'Acadie par la France. Grâce à de l'aide financière du gouvernement, il construit en 1632 un fort au Cap de Sable et un autre à Saint-Jean. Jusqu'à cette époque, l'Acadie entretient surtout des liens avec les provinces 
françaises de l'Aunis et la Saintonge.

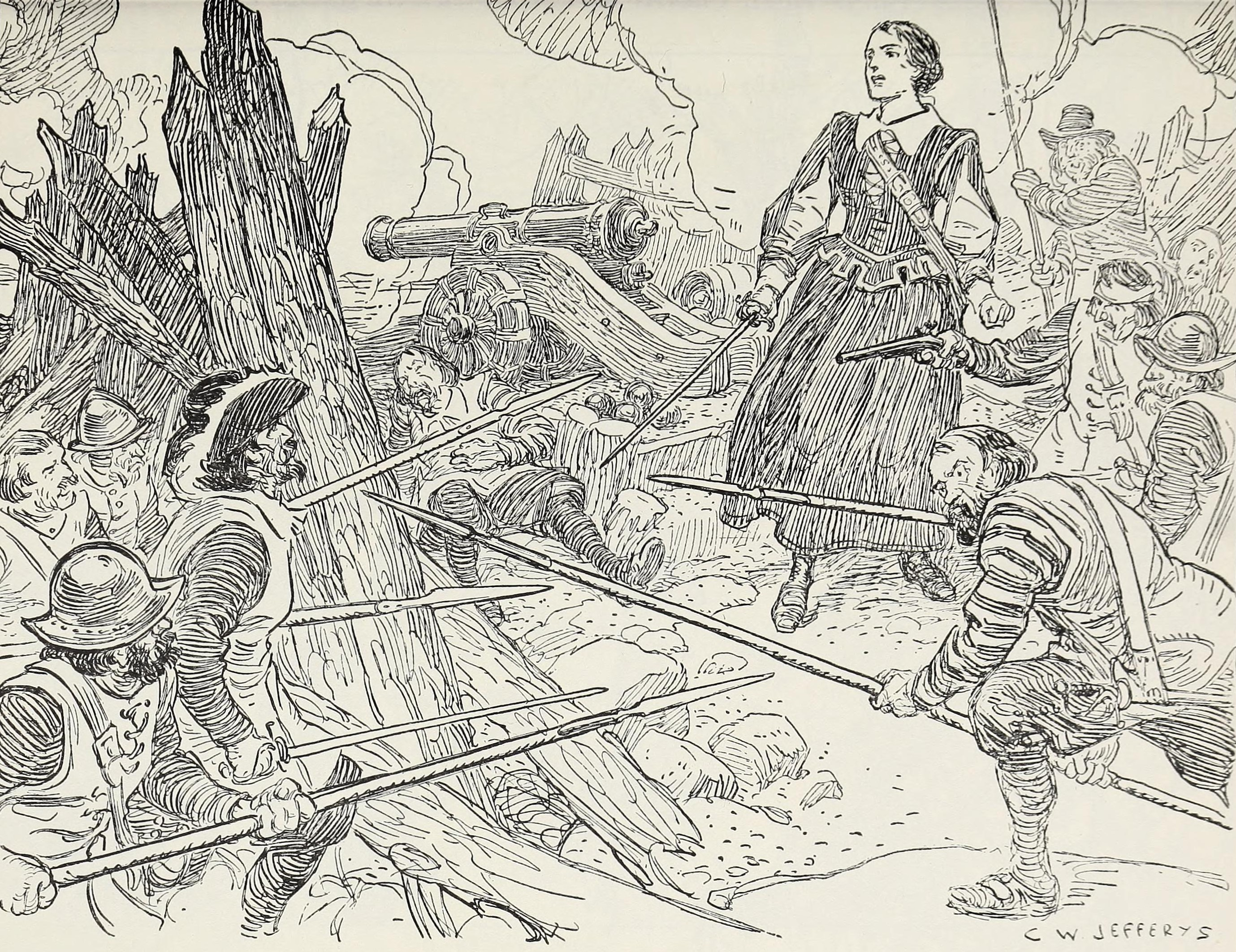
Françoise-Marie Jacquelin défendant le fort Saint-Jean contre D'Aulnay (Charles William Jefferys).

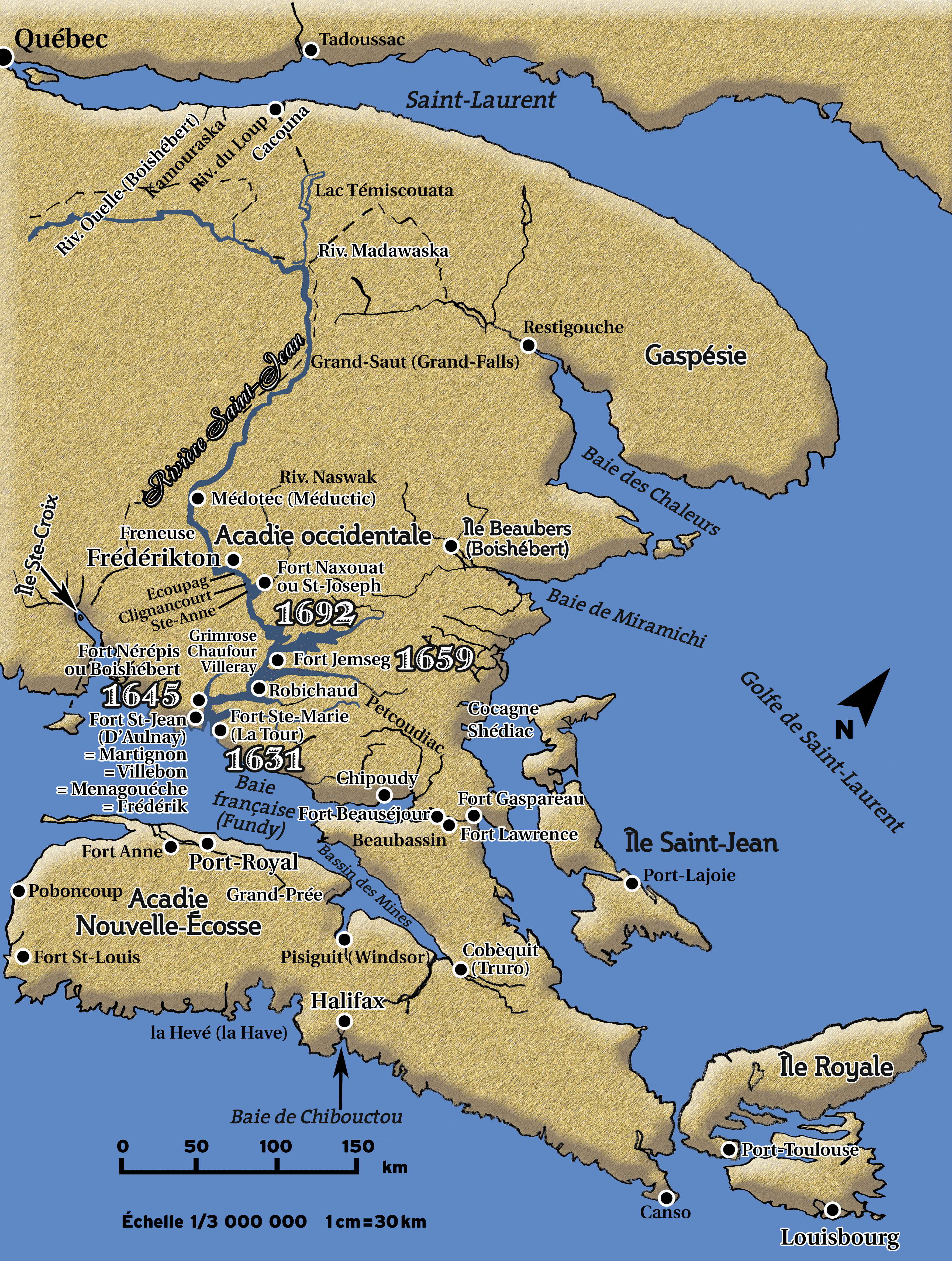
Dates historiques du peuplement acadien.

L'Acadie est cédée à la France en 1632 par la signature du traité de Saint-Germain-en-Laye, qui met aussi fin à la colonisation écossaise. Le gouvernement français tente de transformer l'Acadie en un « rempart » entre le Canada et la Nouvelle-Angleterre et pour cette raison implante le système seigneurial puis nomme Isaac de Razilly au poste de gouverneur. L'Acadie est à nouveau délaissée pendant plusieurs années car la France est en guerre avec l'Espagne entre 1636 et 1659 tandis que le Royaume-Uni est aux prises avec une guerre civile de 1642 à 1660. Entretemps, Razilly déplace la capitale à La Hève. Il part en 1632 d'Auray en Bretagne avec 3 capucins et 300 hommes d'élite (Source Gazette de France de 1632 ). Le gouverneur s'intéresse plus au commerce maritime qu'à l'agriculture, ce qui explique ses choix d'établissements. Des missionnaires français participaient à la colonisation depuis 1613 et quelques églises de bois sont construites à partir de 1680. 
La mort de Razilly, survenue en 1636, provoque une dispute entre Charles de Menou d'Aulnay de Charnizay et Charles de Saint-Étienne de la Tour. D'Aulnay de Charnizay  ramène la capitale à Port-Royal et déclenche une guerre civile contre La Tour. Tous deux s'adressent au roi à plusieurs reprises pour faire trancher les limites de leurs territoires respectifs. La décision rendue confond les deux territoires -preuve de la faible connaissance géographique de l'Acadie- et ne règle pas leur querelle. D'Aulnay de Charnizay et La Tour concluent des ententes avec le Massachusetts afin d'obtenir de l'argent ou des troupes mais les Anglais évitent d'être trop impliqués dans le conflit. Malgré la guerre, D'Aulnay de Charnizay considère que l'avenir de l'Acadie passe par la production agricole et il parvient à faire venir 20 familles, rendant la colonie plus autonome.
D'Aulnay de Charnizay  meurt accidentellement en 1650, causant une guerre de succession entre Emmanuel LeBorgne, Charles de Saint-Étienne de la Tour et Nicolas Denys. Le Borgne était le principal créancier de la famille D'Aulnay de Charnizay mais n'arrive pas à s'entendre sur la succession. En 1652, il s'empare de Port-Royal, où se trouvent les intérêts de la famille D'Aulnay, et attaque les établissements de ses rivaux, dont La Hève, Pentagouët et Havre-Saint-Pierre. La Tour épouse la veuve de D'Aulnay de Charnizay pour tenter de réconcilier les deux familles et d'établir la paix mais aussi pour reprendre ses possessions. En 1654, Denys obtient une concession comprenant le golfe du Saint-Laurent entre le cap Canceaux et Gaspé. Le conflit gêne le développement de la colonie. En effet, il y avait de 40 à 50 familles en Acadie en 1650 mais peu viennent s'établir par la suite. De plus, l'école pour filles qu'avait fondée Madame de Brice est fermée et les Récollets quittent Port-Royal pour être remplacés par les Franciscains en 1664.
Robert Sedgwick, qui a pour mission d'attaquer la Nouvelle-Néerlande, attaque aussi l'Acadie sur son passage en 1654. Durant les années suivantes, la France, malgré la perte de l'Acadie, continue d'accorder des concessions ainsi que des permis de chasse et de pêche. Le Royaume-Uni renomme la colonie Nova Scotia et la concède à William Crowne, Charles de Saint-Étienne de la Tour et Thomas Temple. La Tour profite peu de cette concession, alors que Temple, devenu plus tard gouverneur, fait peu d'efforts pour mettre en valeur son territoire alors qu'il est continuellement opposé à ses rivaux comme Emmanuel LeBorgne. La guerre civile en Angleterre favorise l'industrie de la pêche du Massachusetts, qui envoie des pêcheurs à Terre-Neuve. Durant cette période, les Acadiens sont plus souvent en contact avec les Anglais et les Amérindiens qu'avec les Français, situation illustrée par les débuts d'anglicisation du français acadien, de l'usage fréquent de mots micmacs puis par l'attitude d'accommodation face à la domination britannique. À partir de 1666, la France évite de dépeupler son royaume au profit de l'Acadie. Bien que le taux de natalité y soit très élevé, la population acadienne s'élève à 400 personnes en 1670, comparativement à 50 000 au Massachusetts.

#### Domaine royal (1670-1710)
Le traité de Bréda rend l'Acadie à la France en 1667 mais le nouveau gouverneur Hector d'Andigné de Grandfontaine ne prend le contrôle effectif qu'en 1670 car l'ancien gouverneur Thomas Temple cause toutes sortes de problèmes. Accompagné de 30 soldats et de 60 colons, Grandfontaine doit rétablir l'autorité française auprès des Acadiens, habitués depuis une décennie à vivre de façon indépendante, et empêcher les pêcheurs de la Nouvelle-Angleterre de s'aventurer dans la baie Française (baie de Fundy). L'Acadie fait partie du domaine royal depuis 1667 et le gouverneur de la Nouvelle-France est censé y avoir autorité mais l'administration correspond directement avec la France. Il semble que ni Grandfontaine ni ses successeurs ne parviennent à atteindre ces deux objectifs, pourtant considérés comme nécessaires au contrôle de l'Acadie par la France. L'administration est gênée par la nouvelle politique de colonisation française et la colonie n'ayant pas de garde côtière, les pêcheurs continuent leurs opérations sans être dérangés. En fait, la France se désintéresse de l'Acadie jusqu'à la fin du XVIIe siècle. Grandfontaine fait tout de même venir quelques familles de Rochefort.
En 1674, le néerlandais Jurriaen Aernoutsz attaque Pentagouet. Le gouverneur Jacques de Chambly se rend après deux heures de combat tandis que son lieutenant, situé à Jemseg, est fait prisonnier. Aernoutsz pille aussi plusieurs villages sur son passage. Ces attaques incessantes poussent certains habitants de Port-Royal, alors capitale et principale ville, à s'établir ailleurs. Beaubassin compte déjà quelques familles en 1674 et Grand-Pré est fondé en 1680. Les Acadiens utilisent alors une technique d'agriculture unique en Amérique du Nord (à l'exception de petites régions du Bas-St-Laurent). Une digue protège les marais des fortes marées de la baie de Fundy alors qu'un aboiteau percé dans la digue permet d'assécher le marais. Cette méthode permet d'obtenir rapidement et sans trop d'effort de bonnes terres, ce qui pousse certains à accuser les Acadiens d'être fainéants. Cette méthode influence aussi la société car la population est éparpillée et regroupée dans de petits hameaux familiaux. Les maisons font face au pré endigué alors qu'un pâturage et une terre à bois se trouvent en arrière. Les connaissances de la population en matière d'agriculture et d'élevage sont rudimentaires. Pourtant, une seule famine touche Port-Royal en 1699. De plus, la population est en santé, il y a seulement une épidémie de peste en 1709 tuant surtout des prisonniers et une autre en 1751 faisant 25 morts. Il y avait quelques rares médecins dont Jacques Bourgeois.
Le gouverneur Pierre de Joybert de Soulanges et de Marson meurt en 1678. Frontenac désire étendre son contrôle sur l'Acadie et nomme Michel Leneuf de La Vallière et de Beaubassin au titre de gouverneur mais cette décision n'est pas entérinée par le roi. La Vallière s'établit tout de même avec quelques familles et vend ses permis de pêche aux Anglais. La Compagnie de pêche sédentaire, ou Compagnie d'Acadie, est fondée en 1682 dans le but d'industrialiser la pêche dans la colonie. La compagnie critique ouvertement La Vallière de ne pas soutenir leurs efforts, ce qui pousse au rappel de ce dernier en 1684 et à son remplacement par François-Marie Perrot, l'ancien gouverneur de Montréal, qui continue de soutenir les pêcheurs anglais. La Compagnie nuit tellement à ces pêcheurs qu'ils détruisent en 1687 son principal établissement, le fort Saint-Louis de Chedabouctou. La compagnie disparaît en 1702, sans avoir pu encadrer la pêche artisanale et après avoir pris de mauvaises décisions et connu plusieurs problèmes financiers et militaires, le tout lui ayant donné mauvaise réputation.
L'administration accorde de l'importance aux relations avec les Amérindiens. Ces relations sont très bonnes à cause de la présence des missionnaires et du fait que les Acadiens n'habitent pas dans leur territoire de chasse. En effet, l'usage d'aboiteaux améliore l'accès au gibier et à la mer, et ce pour toute la population. Le métissage entre les Acadiens et les indigènes est assez fréquent, même chez la noblesse. Les relations entre les indigènes et les Acadiens influencent aussi leur langue. Ainsi, les Acadiens utilisent fréquemment les toponymes originaux, alors que les Amérindiens empruntent des mots français pour parler de religion. Le commerce de la fourrure permet aux Amérindiens de rester relativement indépendants. Ainsi, les Abénaquis entretiennent des relations commerciales à la fois avec les Français et les Anglais. De plus, bien qu'il soit interdit, les Acadiens font du commerce avec le Massachusetts. L'économie de cette colonie est très puissante et le troc permet à la population de combler le manque d'approvisionnement en provenance de la France et d'écouler la production. De toute façon, certains marchands anglais sont présents à Port-Royal et Port-Rossignol. Certains Français et Acadiens se lancent aussi dans le commerce avec la Nouvelle-Angleterre, bien que le commerce profite surtout aux Anglais et que les risques de représailles soient grands.

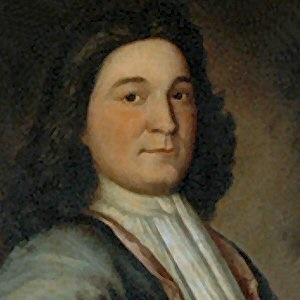
William Phips.

L'intendant de la Nouvelle-France Jacques de Meulles visite l'Acadie entre octobre 1685 et juillet 1686. Il effectue un recensement de la population et étudie la possibilité d'établir une industrie de la pêche sédentaire dans la baie Française, complémentaire à celle qui se fait déjà le long des côtes par la Compagnie d'Acadie. Il est d'avis que cette industrie serait le moteur économique de la colonie si seulement l'argent nécessaire était consenti mais ne tient pas compte de l'opposition prévisible des marchands anglais à son projet. L'évêque de Québec Mgr Saint-Vallier visite à son tour la colonie entre avril et juin 1686. Il rédige un rapport dressant un bilan de la situation économique et religieuse et aussi du rôle de l'Église en Acadie. Les Mines et Beaubassin reçoivent leur premier prêtre résident peu après sa visite. Les missionnaires jouent un rôle d'encadrement auprès des Acadiens et d'évangélisation auprès des Amérindiens. Chrestien Le Clerq est probablement l'auteur des hiéroglyphes micmacs. La population n'hésite par contre pas à critiquer l'église, comme dans le cas du curé Beaudoin de Beaubassin qui s'absente fréquemment et demande des dons injustifiés à la population.
L'Acadie, située entre les deux puissances que sont la Nouvelle-France et la Nouvelle-Angleterre, sert de champ de bataille dès qu'un important conflit éclate. De 1689 à 1697, durant la guerre de la Ligue d'Augsbourg, Frontenac attaque à trois reprises les établissements anglaises limitrophes en plein hiver. Malgré la dévastation, la réplique anglaise ne se fait pas attendre et le gouverneur Louis-Alexandre des Friches, disposant de 100 soldats à Port-Royal en 1690, ne peut rien contre William Phips et ses 700 hommes répartis sur sept bateaux. Les Anglais nomment un conseil composé d'Acadiens pour s'occuper de la colonie puis retournent à Boston une fois le bétail et les objets de valeur rassemblés. Les habitants de Port-Royal signent tout de même un serment d'allégeance à la couronne anglaise. Joseph Robineau de Villebon est nommé gouverneur de l'Acadie en 1690 et arrive peu après le départ des troupes anglaises. Il fait signer à son tour un serment d'allégeance à la couronne française, ce que la population accepte facilement en échange de vivres. Jugeant Port-Royal trop menacé, il se réfugie avec quelques troupes au fleuve Saint-Jean. Il reçoit peu d'aide de la France et maintient donc un gouvernement fantôme en Acadie et il en est de même pour le Massachusetts, qui ne se préoccupe pas de sa nouvelle conquête et n'y envoie pas de nouveaux colons. 
L'instauration du régime seigneurial a peu d'effet sur la colonie. En fait, la plupart des 55 seigneurs ne se préoccupent pas d'exploiter leur territoire, situation expliquée par la trop grande superficie des seigneuries et le manque de contrôle du gouvernement. Seules quelques seigneuries comme Beaubassin, Port-Royal et Cobeguit connaissent un peuplement mais les problèmes entre seigneurs et censitaires démontre probablement que ces seigneurs ne peuvent pas faire imposer leur pouvoir. Lors de la guerre de la Ligue d'Augsbourg, le gouvernement canadien envoie en 1696 d'Iberville attaquer le fort Pemaquid, au Maine. Le Massachusetts réplique en envoyant Benjamin Church piller les villages acadiens. L'Acadie est en effet vulnérable à cause de sa faible population. Toutefois, malgré les attaques, les Acadiens résistent et s'adaptent facilement. En effet, à cause de la faible immigration, les Acadiens en sont venus en quelques générations à tous avoir un lien de parenté éloigné, ce qui facilite la solidarité. Après 1670, l'immigration est peu nombreuse, seulement 61 hommes et 5 femmes s'installent, pour la plupart des célibataires. Ils proviennent de la Nouvelle-France ou de différentes provinces de France et certains sont des Huguenots ou des Irlandais.  
La colonie est retournée encore une fois à la France en 1697 par le traité de Ryswick. Le gouverneur Villebon consacre les trois prochaines années à consolider la présence française. Le fort de Port-Royal est réparé et les échanges augmentent entre les différentes parties du royaume. Toutefois, des marchands et pêcheurs du Massachusetts, vivant surtout à la frontière de l'Acadie, sont toujours présents sur les côtes et certains Acadiens comme Abraham Boudrot, Pierre Dubreuil et Charles Melanson vont faire du commerce à Boston.
La guerre de Succession d'Espagne est déclenchée en 1702. Le Massachusetts attaque l'Acadie en 1704 et en 1707, sans succès. Les attaques nuisent tout de même à la population et aux troupes, qui perdent le moral. Le blocus du Massachusetts rend difficile l'approvisionnement de l'Acadie mais un groupe de corsaires français des Antilles s'établit à Port-Royal, rétablissant le commerce. Ces corsaires s'attaquent à la marine marchande du Massachusetts et capturent 35 bateaux et plus de 400 prisonniers durant la seule année 1709. Le gouverneur Daniel d'Auger de Subercase demande de l'aide militaire à la France, ce qui est refusé car la métropole est trop préoccupée par la situation en Europe. Le Massachusetts s'en tire mieux et l'Angleterre envoie cinq navires de guerre et 1000 soldats. La colonie bénéficie aussi des services des troupes du Rhode Island, du Connecticut et du New Hampshire. La flotte se rend à Port-Royal à la fin septembre 1710. Subercase, disposant de seulement 300 soldats, oppose une faible résistance et capitule le 12 octobre 1710.

### Conquête britannique

#### Prise du territoire et paix de trente ans (1710-1743)
Le traité d'Utrecht est signé en 1713. L'article 12 rend définitivement l'Acadie au Royaume-Uni, de même que la Terre de Rupert et Terre-Neuve. La France conserve tout de même l'île Saint-Jean (île du Prince-Édouard) et l'île Royale (île du Cap-Breton). De plus, elle considère qu'une partie de l'Acadie lui appartient toujours, correspondant à l'actuel Nouveau-Brunswick ainsi que l'est du Maine et la Gaspésie. L'article 14 du traité accorde un an aux Acadiens pour quitter la colonie. Cette disposition est toutefois assouplie par une recommandation de la reine Anne.
Un gouvernement militaire avait été établi dès la conquête. Les gouverneurs, représentant le roi, disposent des pouvoirs militaires et civils mais peu restent sur place et sont remplacés par leurs lieutenants-gouverneurs. Un conseil de douze membres, pour la plupart militaires, exerce les pouvoirs législatifs tandis qu'une General Court administre la justice. La loi empêche les catholiques, donc les Acadiens, à exercer des fonctions officielles. Le système monétaire du Massachusetts est implanté, facilitant les échanges entre les deux colonies. Les Britanniques ont pourtant de la difficulté à contrôler les Acadiens car ceux-ci représentent une large population homogène, occupant les meilleures terres et jouissant d'une certaine aisance matérielle. De plus, la population refuse de prêter serment d'allégeance à la couronne britannique, ce qui va à l'encontre de la pratique à l'époque. Les Acadiens sont tellement indépendants qu'ils trouvent toutes sortes d'excuses pour ne pas payer le nouvel impôt que le gouverneur Samuel Vetch leur demande, qui devait servir à payer les soldats. Les gens font de même lorsqu'on leur demande de participer à la réparation des forts. En 1719, le gouverneur Robert Philipps reçoit le mandat d'évaluer la possibilité d'établir une chambre d'assemblée élue comme en Virginie. Il décide de ne pas y donner suite, car la Nouvelle-Écosse n'a pas de tradition parlementaire et d'administration complexe. Aussi, les Acadiens auraient pu dominer cette institution par leur nombre.

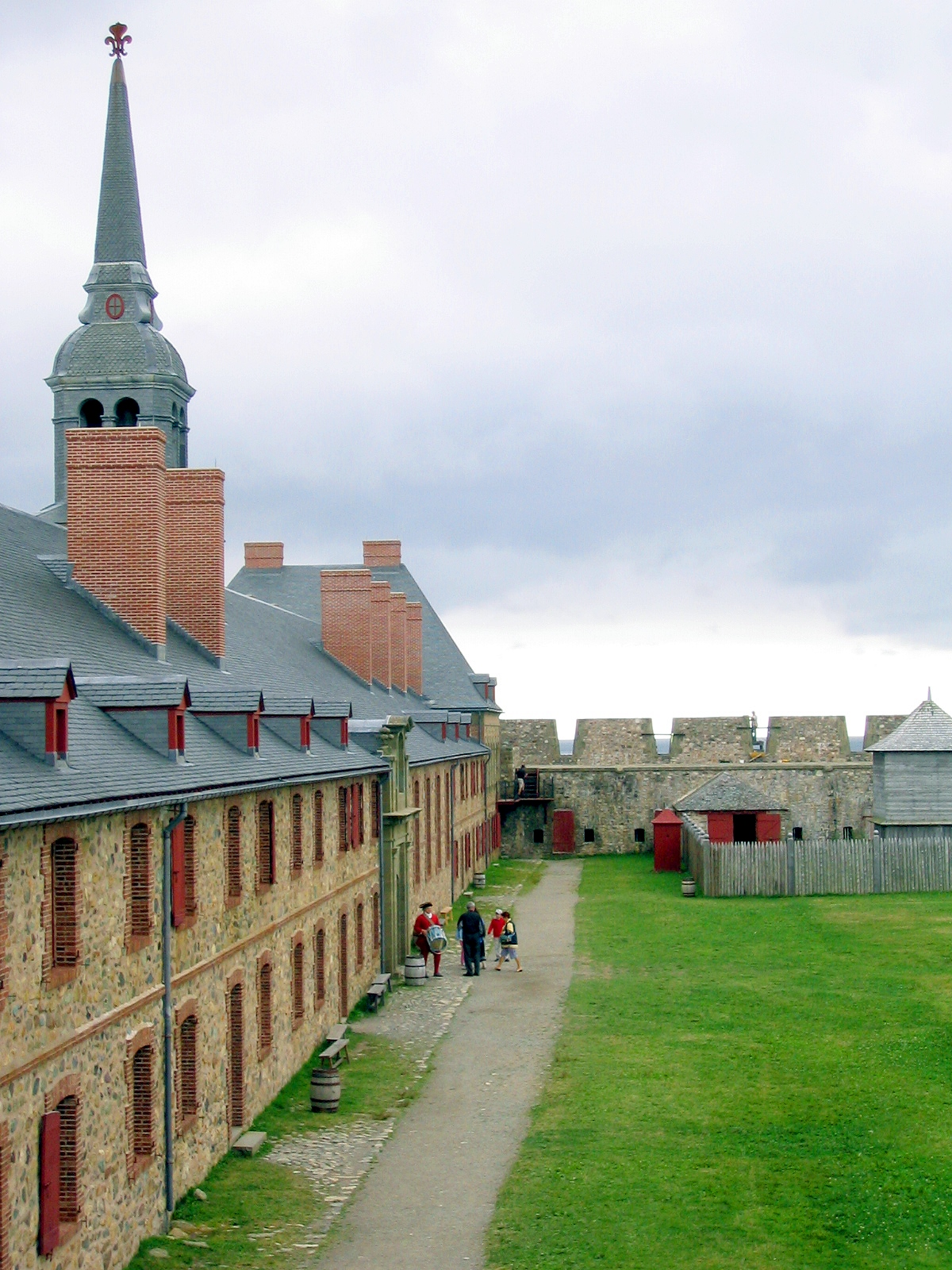
Reconstitution de la forteresse de Louisbourg.

Dès la signature du traité d'Utrecht, la France tente d'attirer la population sur les îles, pour renforcer sa présence dans la région et affaiblir la Nouvelle-Écosse. De nombreux immigrants viennent de Terre-Neuve et la population de l'île passe de 700 habitants en 1715 à 2 800 en 1723. Quant à eux, les Acadiens envoient des éclaireurs qui les informent ensuite du climat moins agréable et du sol peu fertile. Les Britanniques empêchent aussi les Acadiens de quitter en leur interdisant de construire des bateaux et de vendre leurs terres et leur bétail. Les Français réduisent peu à peu leur publicité, espérant que les Acadiens restés sur place facilitent la reconquête du territoire. La compagnie de colonisation du comte de Saint-Pierre est fondée en 1720. Elle tente d'établir une colonie agricole à l'île Saint-Jean mais doit cesser ses activités quatre ans plus tard à cause du faible nombre de colons. En fait, la plupart des rares immigrants acadiens proviennent de Port-Royal, où la surpopulation et le contrôle britannique rendent le commerce difficile. La construction de la forteresse de Louisbourg commence en 1720. Sa construction crée de nombreux emplois et la demande en matériaux favorise l'économie de l'île durant des décennies. Par contre, la forteresse doit être constamment réparée car les administrateurs ont détourné une partie des fonds destinés à la construction et ont employé des matériaux inadéquats.
La région de Canceau attire la convoitise des pêcheurs français et anglais. Les Français encouragent les Micmacs à attaquer les Britanniques, ce qui force le gouverneur Philipps à y envoyer une garnison en 1720. Les Britanniques et les Micmacs entrent en guerre deux ans plus tard mais les Britanniques gagnent en 1726, assurant le contrôle sur les pêcheries de Canseau, qu'ils considèrent comme la capitale de la morue en Nouvelle-Angleterre.
Le gouvernement militaire prend fin en 1720. Pour conserver les relations avec les Acadiens, le gouvernement nomme des délégués. Leur nombre passe de 20 à 24 et ils sont ensuite élus annuellement. Ces délégués exercent les fonctions de juge de paix et se voient attribuer certaines fonctions administratives telles qu'inspecteur de la voirie. Le gouvernement ne veut pas transformer la Nouvelle-Écosse en une société démocratique mais au contraire faire des Acadiens des sujets britanniques en leur faisant prêter un serment d'allégeance. Les Acadiens refusent toujours de prêter serment, notamment à cause du respect de la religion catholique et de leur refus d'entrer en guerre contre la France ou les Amérindiens. Ils acceptent finalement de prêter serment en 1730. Toutefois, le gouverneur Philipps n'envoie pas la seconde partie du serment à Londres, qui contenait des garanties sur le respect de la religion et de la neutralité envers la France. Les Acadiens sont dès lors surnommés les French neutrals (Français neutres). Prudent Robichaud et Paul Mascarene sont souvent comme traducteurs auprès du gouvernement car très peu d'Acadiens connaissent l'anglais.
À Louisbourg, environ mille emplois sont liés à la pêche et il y a de nombreux marchands s'occupant de commerce international. Le sel, le vin et les produits manufacturés sont importés de France tandis que le sucre, la mélasse, le rhum, le café et le tabac proviennent des Antilles. L'Acadie exporte des céréales, du bétail, du bois d'œuvre et des légumes. La pêche fonctionne tellement bien à l'île Royale que les pêcheurs de la Nouvelle-Angleterre préfèrent emporter leur poisson à Louisbourg pour qu'il soit revendu ailleurs. Même si c'est défendu, les Acadiens de la Nouvelle-Écosse font du commerce avec l'île Royale, en expédiant du bétail, des céréales et de la fourrure.
| Année | Habitants |
| ----- | --------- |
| 1608  | 10        |
| 1640  | 200       |
| 1680  | 800       |
| 1710  | 1 700     |
| 1730  | 6 000     |
| 1750  | 9 000     |
| 1755  | 13 000    |

| Année | Habitants |
| ----- | --------- |
| 1608  | 28        |
| 1640  | 240       |
| 1680  | 9 700     |
| 1710  | 16 000    |
| 1730  | 34 000    |
| 1750  | 55 000    |
| 1755  | 80 000    |

| Année | Habitants |
| ----- | --------- |
| 1608  | 100       |
| 1640  | 27 000    |
| 1680  | 152 000   |
| 1710  | 332 000   |
| 1730  | 630 000   |
| 1750  | 1 200 000 |
| 1755  | 1 500 000 |

 
Entre 1713 et 1744, l'Acadie connaît une période de paix, marquée par une croissance démographique parmi les plus fortes au monde. Cette croissance force la population à chercher d'autres terres et la région des Trois-Rivières se développe. Le gouvernement d'Annapolis Royal établit un cadastre en 1730. Les Acadiens s'établissent sur des terres destinées aux Britanniques et trouvent toutes sortes d'excuses pour ne pas payer de taxes. Les Acadiens font aussi peu affaire à la justice car la plupart des problèmes sont réglés au sein de la famille. Les rares personnes se présentant à la General Court sont souvent des personnes sans famille. Le traité d'Utrecht permet la pratique de la religion catholique tant que cela ne contredit pas les lois britanniques qui, elles, l'interdisent. Le gouvernement tolère tout de même cette religion et permet à la France d'envoyer des missionnaires en Nouvelle-Écosse. Ceux-ci entretiennent des liens soutenus avec les Amérindiens, ce qui fait dire à certains Britanniques qu'ils représentent une menace et attire les jalousies des officiers français.

#### Guerre de Succession d'Autriche (1744-1748)

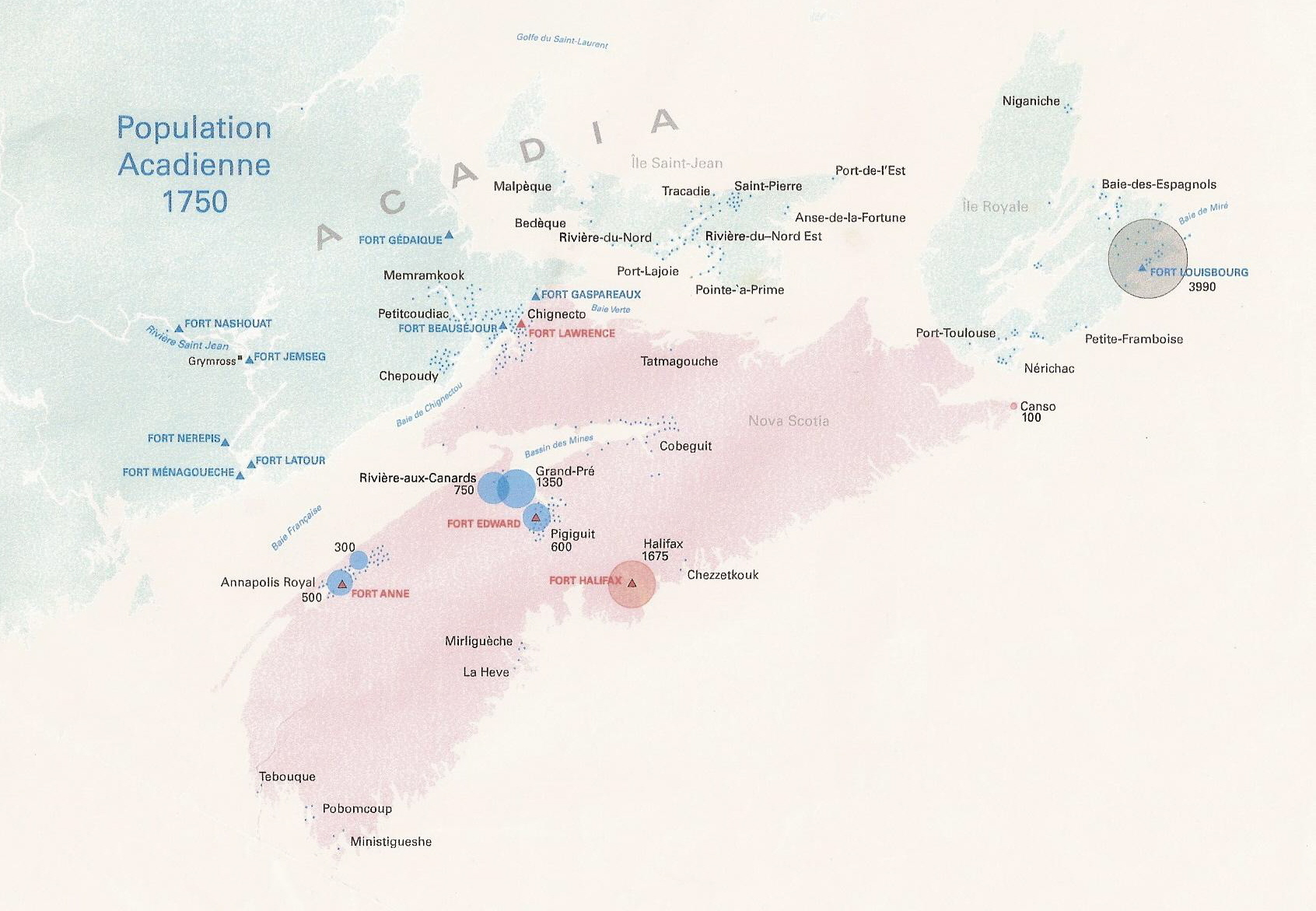
L'Acadie en 1750.

La guerre de Succession d'Autriche est déclarée en 1744. Les Treize colonies appuient le Royaume-Uni mais les Acadiens restent majoritairement neutres. Profitant d'une longueur d'avance, les Français attaquent Canceau en mai. En automne, François Duvivier assiège Annapolis Royal. Joseph Leblanc, de Grand-Pré, paie les frais mais la population locale décide de ne pas appuyer Duvivier et le siège est un échec. Le gouverneur William Shirley du Massachusetts, profite de la guerre pour se débarrasser une fois pour toutes de la forteresse de Louisbourg, dont la présence nuit à l'économie de la Nouvelle-Angleterre. Il parvient à mettre sur pied une armée de 4 000 miliciens commandés par William Pepperrell et disposant de dix navires de guerre britanniques. Martin de la Malgue, du Canada, se rend à Beaubassin avec 100 miliciens et 400 Amérindiens. Les troupes assiègent ensuite Annapolis Royal mais sont aussitôt rappelées à Louisbourg, alors assiégée par les troupes de Pepperell. Le commandant français, Du Pont Duchambon, capitule après 45 jours à cause de troupes indisciplinées et du manque de vivres. À cause des mauvaises conditions sanitaires et du mauvais climat, plus de 1 000 miliciens meurent jusqu'en 1749. Après la prise de Louisbourg, la France planifie la reconquête de l'Acadie par deux fronts en 1746. Le duc d'Anville se voit confier 72 navires et environ 7 000 soldats alors que Ramezay, au Canada, dirige un groupe de 750 soldats. La flotte de D'Anville est décimée par une tempête et les survivants retournent en France. Ramezay apprend la nouvelle à Annapolis Royal et retourne à Beaubassin. Afin de mieux contrôler les différents recoins de la Nouvelle-Écosse, le lieutenant-gouverneur Mascarene envoie une garnison à Grand-Pré en 1746. Ramezay retourne de Beaubassin et, après la bataille du Vieux-logis qui dure 36 heures, reprend Grand-Pré.

#### Derniers jours de l'Acadie (1748-1754)

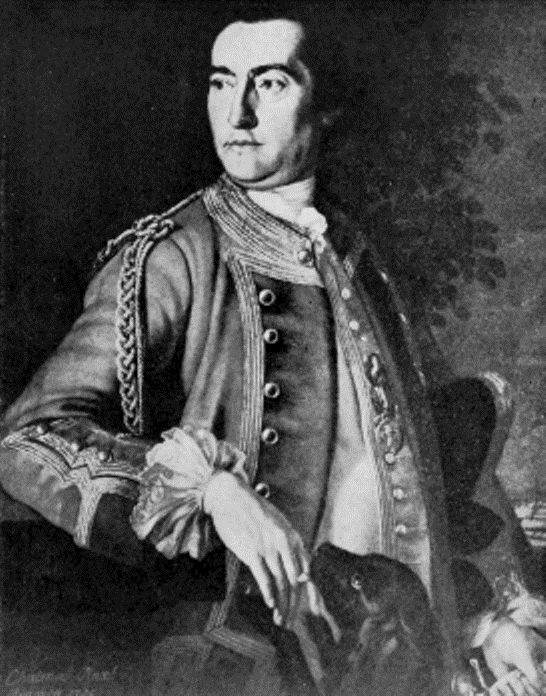
Edward Cornwallis

Le traité d'Aix-la-Chapelle, signé en 1748, met fin à la guerre de Succession d'Autriche et ramène le statu quo ante bellum, ce qui déplaît beaucoup à la population de la Nouvelle-Angleterre car la France regagne Louisbourg. En effet, le Board of Trade reçoit de nombreuses lettres demandant de mettre fin à la présence française, et acadienne, en Amérique du Nord. Londres abandonne à cette époque son attitude mercantiliste et adopte une politique impérialiste, où la possession de territoire est prioritaire. C'est ainsi que Chibouctou est renommé Halifax en 1749 et que plus de 2 000 colons britanniques y sont installés par le Board of Trade. Le gouverneur Edward Cornwallis déplace la capitale à Halifax, y installe une garnison et construit des routes reliant la capitale avec les différents établissements acadiens. Le but du gouvernement est de britanniser la Nouvelle-Écosse et de se servir d'Halifax comme base d'attaque contre Louisbourg.

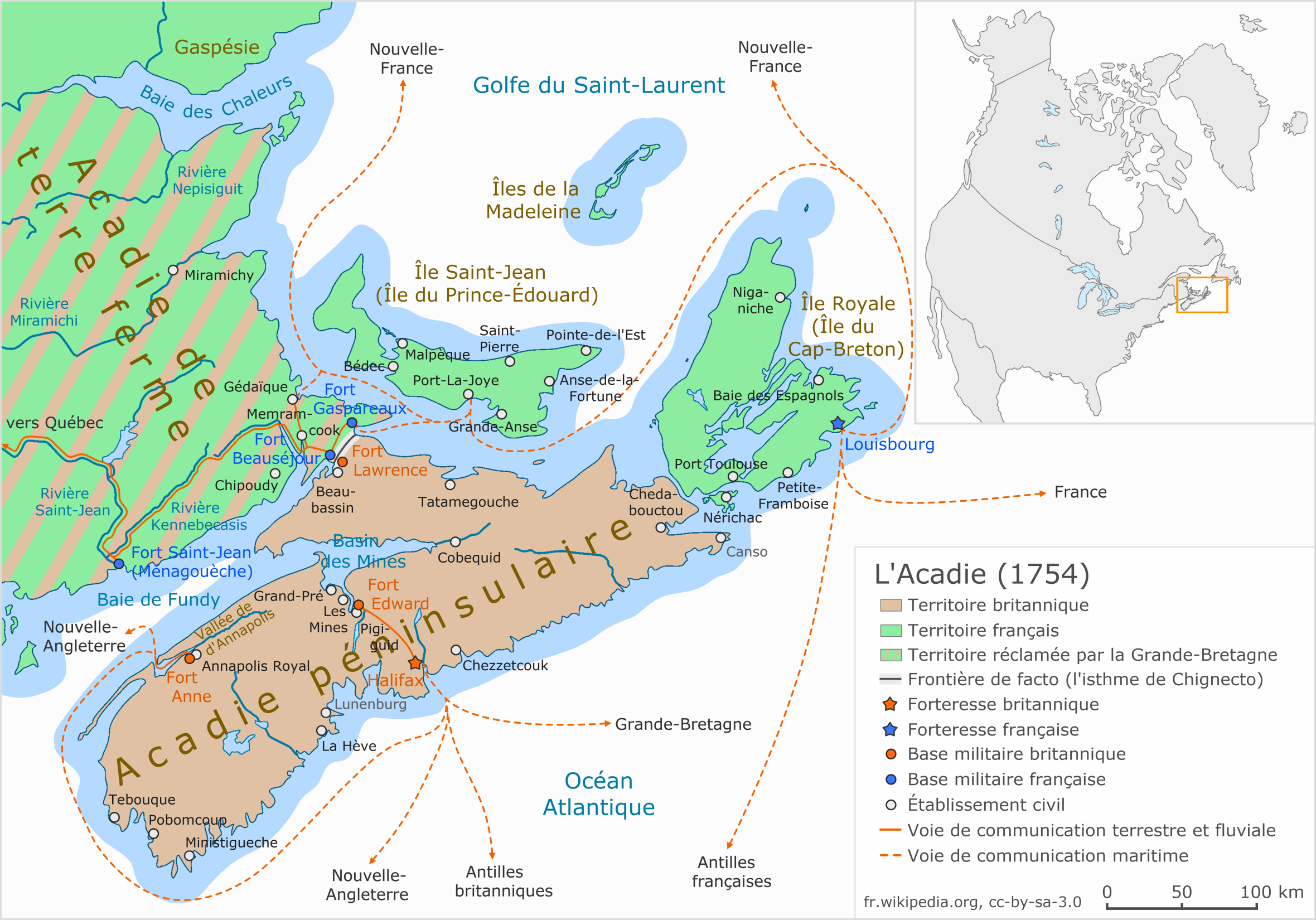
Carte de l'Acadie en 1754.

La France fait construire les forts Beauséjour et Gaspareaux. Ces constructions ne sont pas considérées comme un acte de guerre car les deux puissances créent un comité d'étude sur la frontière, qui ne donne pas de résultats. La construction de fortifications dans les établissements néo-écossais de Grand-Pré, Beaubassin et Pigiguit fait tout de même monter la tension. Les Micmacs, alliés des Français, déclarent la guerre aux Britanniques en 1749 et lancent constamment des attaques. Devant cette situation, les missionnaires Jean-Louis Le Loutre et Pierre Maillard tentent d'attirer les Acadiens vers les Trois-Rivières, encore territoire français. La guerre attire de nombreux Acadiens à l'île Saint-Jean, qui voit sa population passer de 735 habitants en 1748 à 2 200 en 1752. Ceux s'établissant dans l'isthme de Chignectou vivent difficilement et, en attendant que leurs terres endiguées deviennent productives, doivent survivre avec la ration donnée par la France. Plus de 1 100 personnes vivent de cette aide sociale en 1752, alors que le gouvernement français demande une allégeance inconditionnelle sous peine d'expulsion et force la population à pratiquer uniquement le métier d'agriculteur. Les Micmacs aussi dépendent de plus en plus des Français pour continuer leur agressions contre les Britanniques. Louisbourg doit aussi être constamment ravitaillée. Un recensement de la population y est effectué afin de compter le nombre d'habitants en Acadie en 1752. La politique française vise en fait à conserver ses îles des Antilles qu'elle considère plus rentables.

### Déportation des Acadiens (1755-1763)

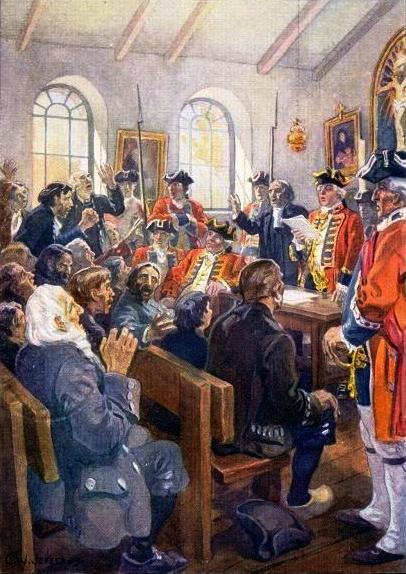
Lecture de l'ordre de déportation.

En 1749, Cornwallis demande aux Acadiens de prêter serment d'allégeance sans conditions sous peine d'être déportés mais ces derniers refusent. Le gouverneur n'y donne pas suite, de même que son successeur Hopson. Charles Lawrence devient gouverneur en 1753. La guerre reprend en 1754 et il profite de la situation en décidant de déporter les Acadiens, ce qui permettrait de faire venir encore plus d'immigrants britanniques en Nouvelle-Écosse. Avec la complicité de son supérieur, le gouverneur du Massachusetts William Shirley, Lawrence met sur pied un corps expéditionnaire, dont le but est de déporter la population de l'isthme de Chignectou. Le lieutenant-colonel Robert Monckton prend le fort Beauséjour et le fort Gaspareaux en juin 1755. Le mois suivant, Lawrence tente de faire signer un serment sans condition aux Acadiens mais ceux-ci négocient. Profitant de la présence de la flotte de l'amiral Boscawen et des troupes de la Nouvelle-Angleterre, le conseil législatif décide de déporter les Acadiens. La défaite du général Braddock en Ohio a surement influencé leur décision. Jusqu'en décembre, près de 6 500 personnes sont arrêtés puis mis sur les bateaux. Ils sont ensuite déportés vers les Treize colonies.
Plusieurs centaines d'Acadiens parviennent toutefois à s'échapper vers l'île Saint-Jean, l'île Royale ou le Canada français. Cette dernière devient un véritable camp de réfugiés et le gouvernement, qui peine déjà à ravitailler Louisbourg, ne parvient pas à répondre aux besoins des 4 000 habitants. La résistance acadienne s'organise dès la prise du fort Beauséjour et Joseph Brossard dit Beausoleil attaque à plusieurs reprises les Britanniques dans Beaubassin. Le premier ministre britannique, William Pitt, élabore alors un plan d'invasion de la Nouvelle-France, avec des attaques contre Montréal, Québec et Louisbourg. Comme prévu, Halifax sert de base d'opération pour l'offensive contre Louisbourg. La flotte est dirigée par l'amiral Boscawen alors que l'armée de terre est sous le commandement du général Amherst. Le gouverneur de l'île Royale Augustin de Boschenry de Drucourt se rend après deux mois de siège en juillet 1758. Les civils sont déportés en France tandis que les soldats sont emprisonnés au Royaume-Uni. La forteresse est détruite en 1760, afin qu'elle ne puisse plus jamais représenter une menace.

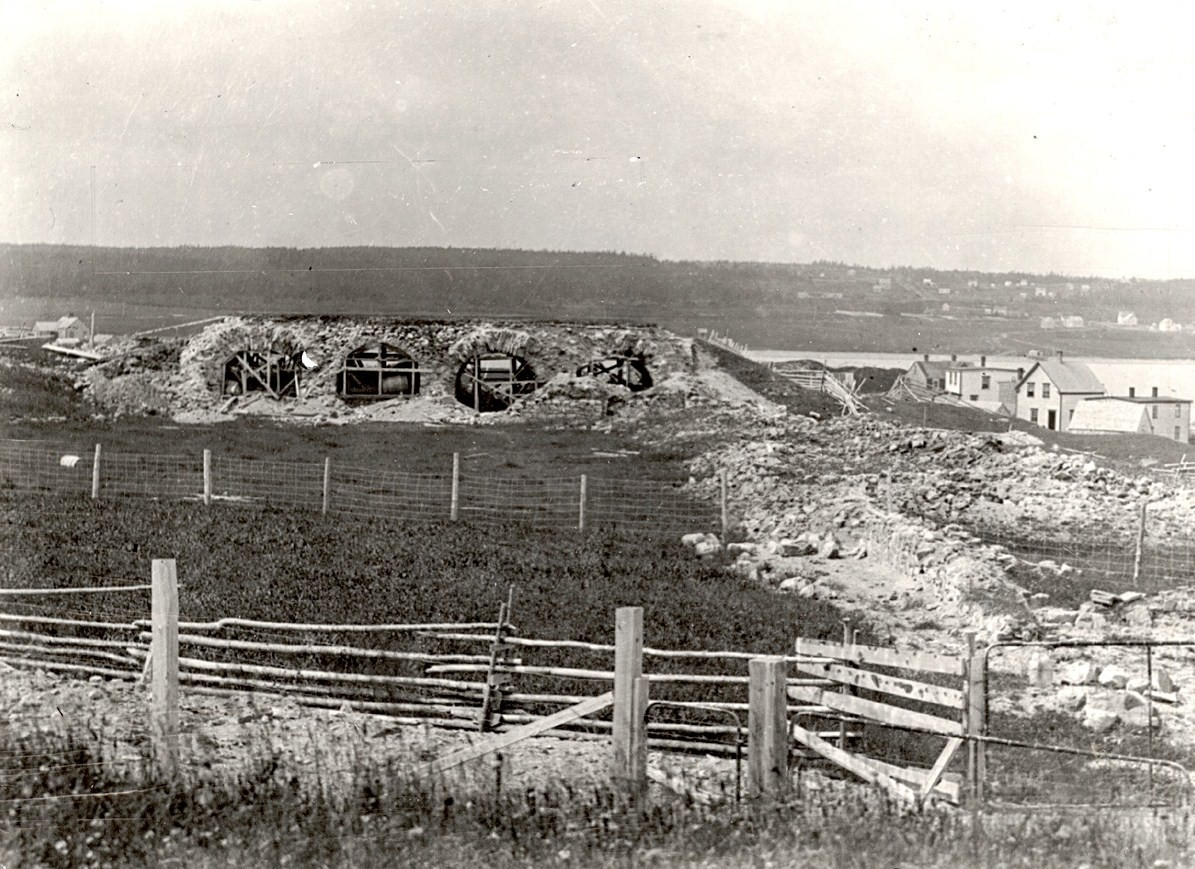
Les ruines de la forteresse de Louisbourg, en 1907.

Le lieutenant-colonel Andrew Rollo attaque l'île Saint-Jean et Port-la-Joye en 1758 et capture 2 500 personnes qui sont déportées en France. Une bonne partie des Acadiens s'étant cachés sont capturés dans différentes attaques jusqu'en 1763. Les Britanniques mettent le feu aux bâtiments et aux champs acadiens pour éviter qu'ils ne puissent se rétablir au même endroit. De plus, les familles sont séparées, ce qui détruit la base de la société acadienne. De plus, les tempêtes en mer, le manque de nourriture et d'eau ainsi que les mauvaises conditions d'hygiène sur les bateaux sont la cause de nombreux décès parmi la population acadienne. Les Acadiens déportés aux États-Unis doivent en plus faire face à l'hostilité de la population locale, qui n'avait pas été informée de leur arrivée.

## Administration
L'Acadie était dirigée par un gouverneur. L'implantation du régime seigneurial est un échec. 
L'Acadie ne compte pas de confréries religieuses ou d'associations. Il y a par contre plusieurs syndics désignés par la population lors d'assemblée, tels que Michel Boudrot à Port-Royal en 1639 et Guillaume Trahan dans la même ville en 1654. Des marguilliers sont aussi élus mais peu de documents existent à ce sujet; il y a eu Guillaume Cyr à Beaubassin en 1723 et Abraham Dugas à Port-Royal en 1673. D'autres fonctionnaires sont élus, comme l'officier de milice. L'entretien des aboiteaux nécessite également l'élection de responsables mais les historiens possèdent peu de documents à ce sujet. Plusieurs de ces pratiques sont originaires de France et il devait y avoir entre autres des charivariss qui nécessitaient un organisateur. Après la signature du traité d'Utrecht en 1713, l'Acadie britannique n'a plus d'officiers de milices acadiens mais ceux-ci subsistent dans les communautés restées sous le contrôle français. Les autres postes élus sont toutefois préservés et les Britanniques instaurent dans les années 1720 un système de représentants élus, qui sont une centaine en 1755 et qui jouissent d'un statut important dans la société. Les Britanniques importent aussi la franc-maçonnerie et d'autres organisations mais les Acadiens n'en sont pas membres.

## Culture et société

### Architecture

#### Premiers établissements

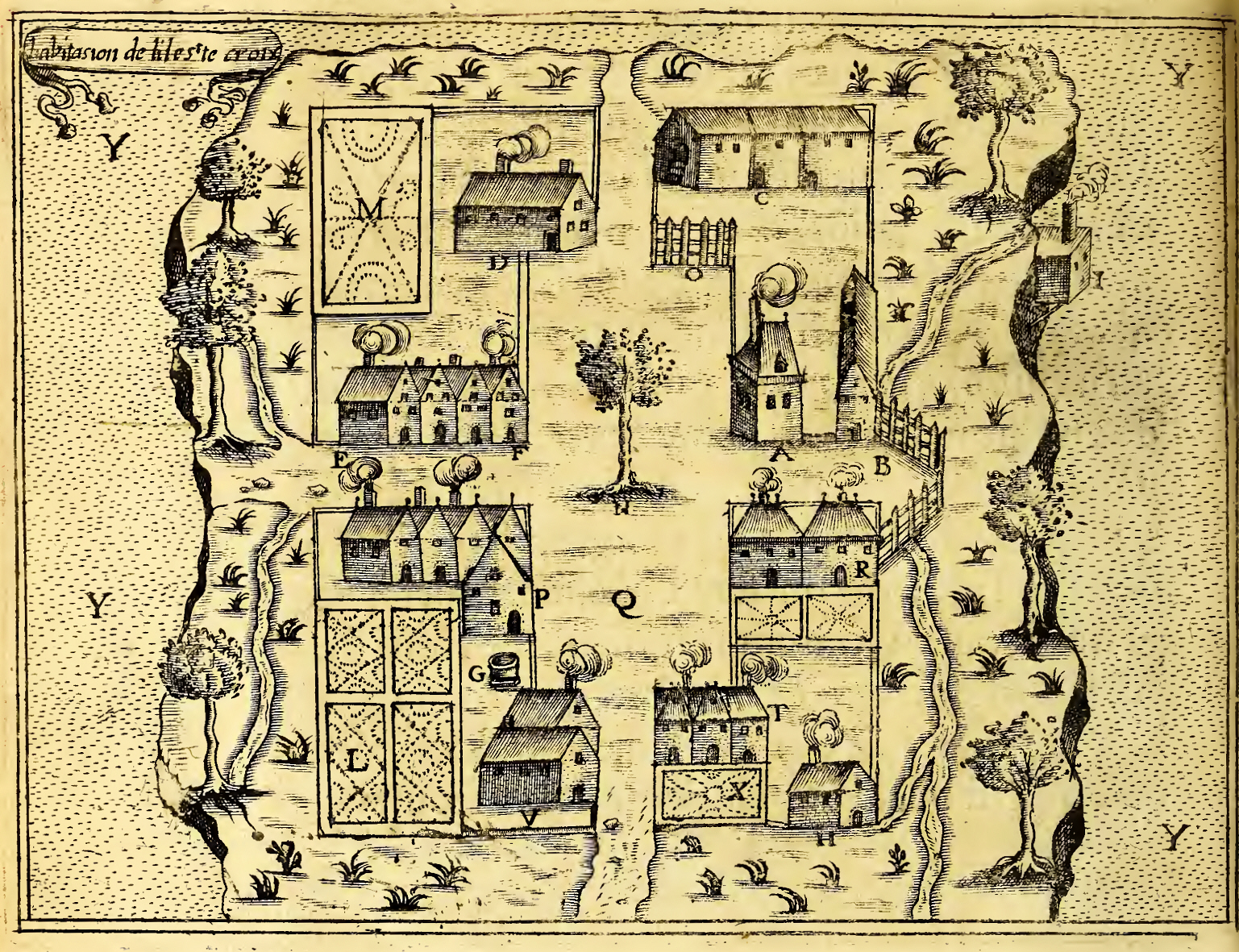
L'habitation de l'île Sainte-Croix.

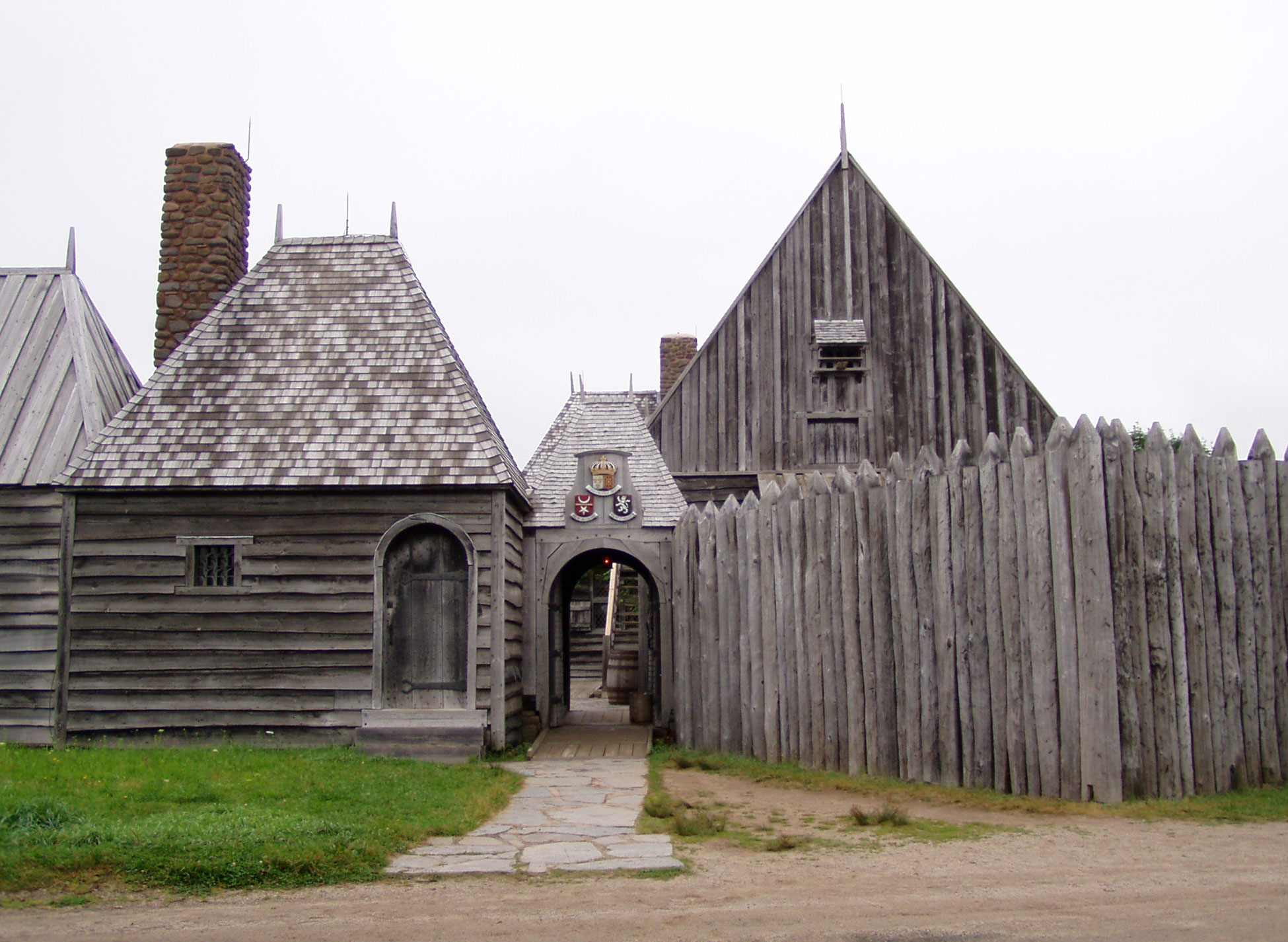
L'Habitation de Port-Royal.

Les premiers colons européens s'établissent en Acadie en 1604, durant l'expédition de Pierre Dugua de Mons. L'Habitation de l'île Sainte-Croix est alors fondée et une douzaine de maisons sont construites et agencées de telle façon que l'impression donnée est celle d'un fort. Les édifices sont d'inspiration française, avec leur toit aigu à quatre versants. Le froid, le manque d'eau douce et le scorbut tuent au moins 35 hommes. En 1605, les maisons sont alors démolies afin de récupérer les matériaux qui sont transportés pour établir l'Habitation de Port-Royal, où tout est reconstruit sur le même modèle, mais cette fois-ci l'établissement est mieux fortifié. En effet, les différents bâtiments sont organisés côte à côte autour d'une cour centrale et leurs murs arrière forment en quelque sorte une muraille ; un bastion est installé de chaque côté de l'entrée.

#### Maisons et fermes
Il y a quatre types de maisons construites en Acadie à l'époque. La première est la maison à ossature de bois. Cette méthode de construction est en fait la toute première à avoir été utilisée, dans l'Habitation Sainte-Croix. Un autre type de maison très populaire est de type pièce sur pièce, c'est-à-dire construite avec des troncs d'arbre équarris empilés les uns sur les autres. Cette méthode permet de construire des maisons peu dispendieuses assez rapidement. Elle est surtout utilisée par les nouvelles familles ou dans les régions éloignées ne disposant pas de scierie. En 1688, à Port-Royal, toutes les maisons étaient construites de cette façon et couvertes d'un toit de chaume ou de planches. Un troisième type de maison est construite en torchis. Elle consiste en une charpente dont les espaces sont remplis de bousillage ou de bauge, fait de terre et de paille, le tout retenu en place par des poteaux appelés palissons ou palots, installés horizontalement entre les poteaux de la charpente. Cette technique de construction est originaire de Haute-Normandie et a probablement été importée par Abraham Dugas, parti de Toulouse en 1640. Ses descendants ont en effet répandu la technique dans diverses régions de l'Acadie jusqu'au XIXe siècle. Au tournant du XVIIIe siècle, ces maisons sont seulement lambrissées à l'intérieur, ce qui laisse le bousillage et la charpente exposée du côté extérieur. Quelques autres sont par contre recouvertes de terre glaise blanche à l'extérieur, ce qui est une invention locale. Le quatrième type de maisons est fait de madriers. Les spécialistes pensaient que la pierre était rarement utilisée, mais une étude non publiée confirme que les maisons faites de pierres et de bois étaient très fréquentes et consistaient en une adaptation des maisons à colombage françaises. En 1704, Port-Royal compte une seule maison de briques, celle des Récollets, qui de toute façon est d'inspiration française.

#### Églises
Les premières églises acadiennes ressemblent souvent à des maisons et parfois à des granges, aussi bien dans leur construction que dans leur style. Elles sont peu confortables et n'ont même pas de cloche, les paroissiens étant plutôt appelés à l'aide d'un tambour ou d'un coquillage. À Port-Royal, l'église a du papier en guise de vitre. La situation change vers 1689 lorsque le seigneur Richard Denys construit son fort à Burnt Church, composé d'une palissade de bois entourant plusieurs bâtiments en pierre, dont l'église. Vers 1690, l'église Saint-Charles-des-Mines est construite à Grand-Pré, qui a alors supplanté Port-Royal au regard de la population. Selon des fouilles récentes, le presbytère de l'église était le seul bâtiment dans toute l'Acadie avec un toit en tuiles d'argile, témoignant de l'importance du lieu. L'église Saint-Joseph-des-Mines était également connue pour sa beauté, avec un intérieur décoré de moulures de bois.

### Cuisine
La cuisine acadienne est d'origine française mais on trouve plusieurs autres influences, particulièrement canadiennes françaises, amérindiennes et allemandes. Il y a en fait plusieurs cuisines régionales. La plupart des ingrédients sont disponibles sur place alors que certains proviennent d'un commerce ancien avec les Antilles et le Brésil, comme les raisins secs, le riz, la cassonade et la mélasse. La pomme de terre est l'aliment de base et le poisson et les fruits de mer sont très populaires.

### Éducation et sport
Pour remonter le moral de la population après l'échec de l'île Sainte-Croix, Champlain fonde l'Ordre du Bon-Temps à l'hiver 1606. Les activités sont centrées sur la chasse et la pêche. Les conditions de vie et le travail difficile à l'époque laissait par contre peu de place aux loisirs.

### Théâtre, littérature et autres formes d'art
Marc Lescarbot a donné naissance à la littérature acadienne à Port-Royal en 1606. Plusieurs visiteurs ainsi que des prêtres ont ensuite écrit sur la géographie ainsi que sur les conditions religieuses et économiques. La situation politique trouble et la lente croissance de la population expliquent le faible nombre de textes produits par les Acadiens durant cette période. Marc Lescarbot a aussi donné naissance au théâtre acadien en produisant Le Théâtre de Neptune en 1606.